# ثيودور سيدغويك فاي
ثيودور سيدغويك فاي (بالإنجليزية: Theodore Sedgwick Fay)‏ هو صحفي ودبلوماسي أمريكي، ولد في 10 فبراير 1807 في نيويورك في الولايات المتحدة، وتوفي في 24 نوفمبر 1898 في برلين في ألمانيا.